# Lijst van voetbalinterlands Senegal - Zuid-Afrika
Deze lijst van voetbalinterlands is een overzicht van alle officiële voetbalwedstrijden tussen de nationale teams van Senegal en Zuid-Afrika. De Afrikaanse landen speelden tot op heden elf keer tegen elkaar. De eerste ontmoeting, een vriendschappelijke wedstrijd, werd gespeeld op 19 november 2002 in Johannesburg. Het laatste duel, de finale van de COSAFA Cup 2021, vond plaats in Port Elizabeth op 18 juli 2021.
Zuid-Afrika en Senegal stonden op 12 november 2016 ook tegenover elkaar in Polokwane. Het door de thuisploeg met 2-1 gewonnen WK-kwalificatieduel moest op last van de FIFA opnieuw gespeeld worden omdat de scheidsrechter van dienst, de Ghanees Joseph Odartey Lamptey, zich volgens de wereldvoetbalbond schuldig had gemaakt aan matchfixing.

## Wedstrijden
| №  | Plaats         | Datum            | Competitie           | Wedstrijd             | Uitslag |
| -- | -------------- | ---------------- | -------------------- | --------------------- | ------- |
| 1  | Johannesburg   | 19 november 2002 | Vriendschappelijk    | Zuid-Afrika − Senegal | 1 − 1   |
| 2  | Dakar          | 18 januari 2004  | Vriendschappelijk    | Senegal − Zuid-Afrika | 2 − 1   |
| 3  | Port Elizabeth | 12 november 2005 | Vriendschappelijk    | Zuid-Afrika − Senegal | 2 − 3   |
| 4  | Kumasi         | 31 januari 2008  | Afrika Cup 2008      | Senegal − Zuid-Afrika | 1 − 1   |
| 5  | Durban         | 29 februari 2012 | Vriendschappelijk    | Zuid-Afrika − Senegal | 0 − 0   |
| 6  | Mongomo        | 23 januari 2015  | Afrika Cup 2015      | Zuid-Afrika − Senegal | 1 − 1   |
| 7  | Johannesburg   | 8 september 2015 | Vriendschappelijk    | Zuid-Afrika − Senegal | 1 − 0   |
| 8  | Polokwane      | 12 november 2016 | WK 2018 kwalificatie | Zuid-Afrika − Senegal | 2 − 1   |
| 8  | Polokwane      | 10 november 2017 | WK 2018 kwalificatie | Zuid-Afrika − Senegal | 0 − 2   |
| 9  | Dakar          | 14 november 2017 | WK 2018 kwalificatie | Senegal − Zuid-Afrika | 2 − 1   |
| 10 | Port Elizabeth | 18 juli 2021     | COSAFA Cup 2021      | Senegal − Zuid-Afrika | 0 − 0   |

## Samenvatting
| Competitie        | Totaal gespeeld | Winst Senegal | Gelijk | Winst Zuid-Afrika | Doelsaldo Senegal – Zuid-Afrika |
| ----------------- | --------------- | ------------- | ------ | ----------------- | ------------------------------- |
| WK-kwalificatie   | 2               | 2             | 0      | 0                 | 4 − 1                           |
| Afrika Cup        | 2               | 0             | 2      | 0                 | 2 − 2                           |
| COSAFA Cup        | 1               | 0             | 1      | 0                 | 0 − 0                           |
| Vriendschappelijk | 5               | 2             | 2      | 1                 | 6 − 5                           |
| Totaal            | 10              | 4             | 5      | 1                 | 12 − 8                          |

## Details

### Tweede ontmoeting
| Vriendschappelijk (Dakar, Senegal, 18 januari 2004): |              | |
| Senegal | 2 – 1        | Zuid-Afrika |
| Papa Malick Diop 29' Mbulelo Mabizela 83' (e.d.) | goals        | 15' Siyabonga Nomvete |
| Guy Stéphan | bondscoach   | Styles Phumo |
| Tony Sylva Ferdinand Coly 82' Papa Malick Diop Souleymane Diawara Omar Daf Salif Diao 82' Papa Bouba Diop 66' Henri Camara Mamadou Niang 66' El Hadji Diouf Ousmane Ndoye 82' | opstellingen | André Arendse Thabang Molefe Aaron Mokoena Mbulelo Mabizela Jacob Lekgetho 83' Delron Buckley Benson Mhlongo 66' John Moshoeu 76' Siyabonga Nomvete Patrick Mayo Sibusiso Zuma |
| Aliou Cissé 66' Diomansy Kamara 66' Habib Béyé 82' Sylvain N'Diaye 82' Fréderic Mendy 82'                                                                                     | wissels      | 66' Bennett Mnguni 76' Jabu Pule 83' Stanton Fredericks |

FSF · 
A-internationals · 
Bondscoaches · Selecties · Senegalees vrouwenelftal · 
Olympisch elftal
1960 – 1969 · 
1970 – 1979 · 
1980 – 1989 · 
1990 – 1999 · 
2000 – 2009 · 
2010 – 2019 · 
2020 – 2029
WK 2002 · 
WK 2018 ·
WK 2022
OS 2012
1959 · 
1960 · 
1961 · 
1962 · 
1963 · 
1964 · 
1965 · 
1966 · 
1967 · 
1968 · 
1969 · 
1970 · 
1971 · 
1972 · 
1973 · 
1974 · 
1975 · 
1976 · 
1977 · 
1978 · 
1979 · 
1980 · 
1981 · 
1982 · 
1983 · 
1984 · 
1985 · 
1986 · 
1987 · 
1988 · 
1989 · 
1990 · 
1991 · 
1992 · 
1993 · 
1994 · 
1995 · 
1996 · 
1997 · 
1998 · 
1999 · 
2000 · 
2001 · 
2002 · 
2003 · 
2004 · 
2005 · 
2006 · 
2007 · 
2008 · 
2009 · 
2010 · 
2011 · 
2012 · 
2013 · 
2014 ·
2015 ·
2016 ·
2017 ·
2018 ·
2019 ·
2020 ·
2021 ·
2022 ·
2023
Algerije ·
Angola ·
Benin ·
Bolivia ·
Bosnië en Herzegovina ·
Botswana ·
Brazilië ·
Burkina Faso ·
Burundi ·
Centraal-Afrikaanse Republiek ·
Chili ·
China ·
Colombia · 
Congo-Brazzaville ·
Congo-Kinshasa ·
Denemarken ·
Ecuador ·
Egypte ·
Engeland ·
Equatoriaal-Guinea ·
Eritrea ·
Ethiopië ·
Frankrijk ·
Gabon ·
Gambia ·
Ghana ·
Griekenland ·
Guinee ·
Guinee-Bissau ·
Indonesië ·
Iran ·
Ivoorkust ·
Japan ·
Kaapverdië ·
Kameroen ·
Kenia ·
Kosovo ·
Kroatië · 
Lesotho ·
Liberia ·
Libië ·
Luxemburg ·
Madagaskar ·
Malawi ·
Maleisië ·
Mali ·
Marokko ·
Mauritanië ·
Mauritius ·
Mexico ·
Mozambique ·
Namibië ·
Nederland ·
Niger ·
Nigeria ·
Noorwegen ·
Oeganda ·
Oezbekistan ·
Oman ·
Polen ·
Qatar ·
Rwanda ·
Saoedi-Arabië ·
Sierra Leone ·
Soedan ·
Swaziland ·
Tanzania ·
Togo ·
Tunesië ·
Turkije ·
Uruguay ·
Verenigde Arabische Emiraten ·
Zambia ·
Zimbabwe ·
Zuid-Afrika ·
Zuid-Korea ·
Zuid-Soedan ·
Zweden
Algerije (2019, 2) ·
Colombia (2018) ·
Denemarken (2002) ·
Engeland (2022) ·
Frankrijk (2002) ·
Japan (2018) ·
Nederland (2022) ·
Polen (2018) ·
Uruguay (2002)
SAFA · A-internationals · Bondscoaches · Selecties · Statistieken · Zuid-Afrikaans vrouwenelftal · Olympisch elftal · Zuid-Afrika U21 · Zuid-Afrika U19 · Zuid-Afrika U17
1906 – 1919 ·
1920 – 1929 ·
1930 – 1939 ·
1940 – 1949 · 
1950 – 1959 · 
1960 – 1969 · 
1970 – 1979 · 
1980 – 1989 · 
1990 – 1999 · 
2000 – 2009 · 
2010 – 2019 ·
2020 − 2029
AC 1996 · 
AC 1998 · 
AC 2000 · 
AC 2002 · 
AC 2004 · 
AC 2006 · 
AC 2008 · 
AC 2013
WK 1998 · 
WK 2002 · 
WK 2010
OS 2000 ·
OS 2016 ·
OS 2020
1947 · 
1948–1949 · 
1950 · 
1951-1952 ·
1953 · 
1954 · 
1955 · 
1956–1991 · 
1992 · 
1993 · 
1994 · 
1995 · 
1996 · 
1997 · 
1998 · 
1999 · 
2000 · 
2001 · 
2002 · 
2003 · 
2004 · 
2005 · 
2006 · 
2007 · 
2008 · 
2009 · 
2010 · 
2011 · 
2012 · 
2013 · 
2014 · 
2015 · 
2016 ·
2017 ·
2018 ·
2019 ·
2020 ·
2021 ·
2022 ·
2023 ·
2024
Algerije ·
Andorra ·
Angola ·
Argentinië ·
Australië ·
Benin ·
Bolivia ·
Botswana ·
Brazilië ·
Bulgarije ·
Burkina Faso ·
Burundi ·
Canada ·
Centraal-Afrikaanse Republiek ·
Chili ·
Colombia ·
Comoren ·
Congo-Brazzaville ·
Congo-Kinshasa ·
Costa Rica ·
Denemarken ·
Duitsland ·
Ecuador ·
Egypte ·
Engeland ·
Equatoriaal-Guinea ·
Ethiopië ·
Frankrijk ·
Gabon ·
Gambia ·
Georgië ·
Ghana ·
Guatemala ·
Guinee ·
Guinee-Bissau ·
Honduras ·
Ierland ·
IJsland ·
Irak ·
Israël ·
Italië ·
Ivoorkust ·
Jamaica ·
Japan ·
Kaapverdië ·
Kameroen ·
Kenia ·
Lesotho ·
Liberia ·
Libië ·
Madagaskar ·
Malawi ·
Mali ·
Malta ·
Marokko ·
Mauritanië ·
Mauritius ·
Mexico ·
Mozambique ·
Namibië ·
Nederland ·
Nieuw-Zeeland ·
Niger ·
Nigeria ·
Noord-Korea ·
Noorwegen ·
Oeganda ·
Panama ·
Paraguay ·
Polen ·
Portugal ·
Rwanda ·
Saoedi-Arabië ·
Sao Tomé en Principe ·
Schotland ·
Senegal ·
Servië ·
Seychellen ·
Sierra Leone ·
Slovenië ·
Soedan ·
Spanje ·
Swaziland ·
Tanzania ·
Thailand ·
Trinidad en Tobago ·
Tsjaad ·
Tsjechië ·
Tunesië ·
Turkije ·
Uruguay ·
Verenigde Arabische Emiraten ·
Verenigde Staten ·
Zambia ·
Zimbabwe ·
Zuid-Soedan ·
Zweden
Frankrijk (2010) ·
Mexico (2010) ·
Paraguay (2002) · 
Slovenië (2002) · 
Spanje (2002) · 
Uruguay (2010)